# George Davis (directeur artistique)
Pour les articles homonymes, voir George Davis et Davis.
George W. Davis est un directeur artistique américain né le 17 avril 1914 à Kokomo (Indiana) et mort le 3 octobre 1998 à Los Angeles (Californie).

## Biographie
D'abord artiste de music-hall pour Warner Brothers Studio, il s'engage dans les Marines au cours de la Deuxième guerre mondiale et sera démobilisé avec le grade de colonel. Il travaille ensuite comme décorateur pour le réalisateur Joseph L. Mankiewicz à la 20th Century Fox, d'abord sur la comédie L'Aventure de madame Muir (1947), puis La Maison des étrangers (1949), La porte s'ouvre (1950) et L'Affaire Cicéron (1952).
Il a été nommé 17 fois aux Oscars et reçoit en 1951 l'Oscar des meilleurs décors pour Ève, de Mankiewicz.
En 1959, il rejoint la Metro-Goldwyn-Mayer au poste de directeur artistique en remplacement de William A. Horning, avec Hans Peters pour assistant.

## Filmographie

### Cinéma (sélection)
- 1947 : L'Aventure de madame Muir (The Ghost and Mrs. Muir) de Joseph L. Mankiewicz
- 1950 : Ève (All about Eve) de Joseph L. Mankiewicz
- 1951 : David et Bethsabée (David and Bathsheba) d'Henry King
- 1952 : L'Affaire Cicéron (Five Fingers) de Joseph L. Mankiewicz
- 1953 : La Tunique (The Robe) d'Henry Koster
- 1955 : La Colline de l'adieu (Love Is a Many-Splendored Thing) d'Henry King
- 1955 : Sept Ans de réflexion (The Seven Year Itch) de Billy Wilder
- 1957 : Drôle de frimousse (Funny Face) de Stanley Donen
- 1959 : Un mort récalcitrant (The Gazebo) de George Marshall
- 1959 : Cette terre qui est mienne (This Earth Is Mine) d'Henry King
- 1959 : Le Journal d'Anne Frank (The Diary of Anne Frank) de George Stevens
- 1960 : La Ruée vers l'Ouest (Cimarron) d'Anthony Mann
- 1960 : La Vénus au vison (BUtterfield 8) de Daniel Mann
- 1960 : La Machine à explorer le temps (The Time Machine) de George Pal
- 1960 : Un numéro du tonnerre (Bells Are Ringing) de Vincente Minnelli
- 1960 : Ne mangez pas les marguerites (Please Don't Eat the Daisies) de Charles Walters
- 1960 : Celui par qui le scandale arrive (Home from the Hill) de Vincente Minnelli
- 1961 : Branle-bas au casino (The Honeymoon Machine) de Richard Thorpe
- 1962 : Les Révoltés du Bounty (Mutiny on the Bounty) de Lewis Milestone
- 1962 : La Conquête de l'Ouest (How the West Was Won) d'Henry Hathaway, John Ford et George Marshall
- 1962 : L'École des jeunes mariés (Period of Adjustment) de George Roy Hill
- 1962 : Quinze Jours ailleurs (Two Weeks in Another Town) de Vincente Minnelli
- 1962 : Les Amours enchantées (The Wonderful World of the Brothers Grimm) d'Henry Levin
- 1962 : Coups de feu dans la Sierra (Ride the High Country) de Sam Peckinpah
- 1962 : Les Quatre Cavaliers de l'Apocalypse (The Four Horsemen of the Apocalypse) de Vincente Minnelli
- 1963 : Le Motel du crime (Twilight of Honor) de Boris Sagal
- 1964 : Les Jeux de l'amour et de la guerre (The Americanization of Emily) d'Arthur Hiller
- 1964 : La Reine du Colorado (The Unsinkable Molly Brown) de Charles Walters
- 1964 : L'Amour en quatrième vitesse (Viva Las Vegas) de George Sidney
- 1965 : Un coin de ciel bleu (A Patch of Blue) de Guy Green
- 1965 : Le Kid de Cincinnati (The Cincinnati Kid) de Norman Jewison
- 1965 : Le Chevalier des sables (The Sandpiper) de Vincente Minnelli
- 1966 : Énigme à 4 inconnues (Mister Buddwing) de Delbert Mann
- 1967 : Le Pistolero de la rivière rouge (The Last Challenge) de Richard Thorpe
- 1967 : Le Point de non-retour (Point Blank) de John Boorman
- 1968 : Les Souliers de saint Pierre (The Shoes of the Fisherman) de Michael Anderson
- 1969 : La Valse des truands (Marlowe) de Paul Bogart
- 1970 : Brewster McCloud de Robert Altman
- 1970 : Des fraises et du sang (The Strawberry Statement) de Stuart Hagmann

### Télévision (sélection)
- 1959-1960 : Philip Marlowe (26 épisodes)
- 1959-1960 : Bonne chance M. Lucky (34 épisodes)
- 1959-1961 : Alcoa Presents: One Step Beyond (64 épisodes)
- 1959-1961 : The Lawless Years (35 épisodes)
- 1959-1961 : Peter Gunn (76 épisodes)
- 1959-1964 : La Quatrième Dimension (148 épisodes)
- 1960-1962 : Le Grand Prix (58 épisodes)
- 1961-1962 : Rawhide (32 épisodes)
- 1961-1962 : Les Barons de la pègre (20 épisodes)
- 1961-1966 : Le Jeune Docteur Kildare (191 épisodes)
- 1962-1963 : The Eleventh Hour (32 épisodes)
- 1962-1966 : Combat ! (127 épisodes)
- 1963-1964 : The Lieutenant (29 épisodes)
- 1964-1968 : Des agents très spéciaux (105 épisodes)
- 1965-1966 : Mon Martien favori (32 épisodes)
- 1966-1967 : Annie, agent très spécial (26 épisodes)
- 1967-1968 : Commando Garrison (25 épisodes)

## Distinctions
Oscar des meilleurs décors

### Récompenses
- en 1954 pour La Tunique
- en 1960 pour Le Journal d'Anne Frank

### Nominations
- en 1951 pour Ève
- en 1952 pour David et Bethsabée
- en 1956 pour La Colline de l'adieu
- en 1958 pour Drôle de frimousse
- en 1961 pour La Ruée vers l'Ouest
- en 1963
  - pour L'École des jeunes mariés
  - pour Les Révoltés du Bounty
  - pour Les Amours enchantées
- en 1964
  - pour Le Motel du crime
  - pour La Conquête de l'Ouest
- en 1965
  - pour Les Jeux de l'amour et de la guerre
  - pour La Reine du Colorado
- en 1966 pour Un coin de ciel bleu
- en 1967 pour Mister Buddwing
- en 1969 pour Les Souliers de saint Pierre